# Jimmy Ståhl
Jimmy Rickard Ståhl, född 27 september 1975 i Backa församling i Göteborg, är en svensk politiker (sverigedemokrat). Han är ordinarie riksdagsledamot sedan 2014, invald för Västra Götalands läns norra valkrets sedan 2018 (dessförinnan Göteborgs kommuns valkrets 2014–2018).
Ståhl är hamnarbetare i Göteborg. Han är gift med riksdagsledamoten Carina Ståhl Herrstedt sedan 2017.